# Distrito de Pasvalys
El distrito de Pasvalys (lituano: Pasvalio rajono savivaldybė) es un municipio-distrito lituano perteneciente a la provincia de Panevėžys.
En 2011 tiene 28 378 habitantes. Su capital es Pasvalys.
Se ubica en la frontera con Letonia al norte de Panevėžys. Por su término municipal pasa la carretera E67, que une Panevėžys con Riga.

## Subdivisiones
Se divide en once seniūnijos (entre paréntesis la localidad principal):
- Seniūnija de Daujėnai (Daujėnai)
- Seniūnija rural de Joniškėlis (Joniškėlis)
- Joniškėlis (seniūnija urbana formada por la ciudad homónima)
- Seniūnija de Krinčinas (Krinčinas)
- Seniūnija de Namišiai (Namišiai)
- Seniūnija rural de Pasvalys (Pasvalys)
- Pasvalys (seniūnija urbana formada por la capital municipal)
- Seniūnija de Pumpėnai (Pumpėnai)
- Seniūnija de Pušalotas (Pušalotas)
- Seniūnija de Saločiai (Saločiai)
- Seniūnija de Vaškai (Vaškai)